# Lasianthera
Lasianthera là một chi thực vật có hoa trong họ Stemonuraceae.

## Loài
Chi Lasianthera gồm các loài: